# Ida Karstoft
Ida Kathrine Karstoft (ur. 29 października 1995) – duńska lekkoatletka specjalizująca się w biegach sprinterskich.
W 2022 zdobyła brązowy medal w biegu na 200 metrów podczas mistrzostw Europy w Monachium.
Uczestniczka igrzysk olimpijskich w Tokio (2021). Półfinalistka mistrzostw świata w Eugene (2022).
Wielokrotna złota medalistka mistrzostw Danii oraz reprezentantka kraju na drużynowych mistrzostwach Europy i World Athletics Relays.

## Osiągnięcia
| Rok  | Impreza                               | Konkurencja | Miejsce            | Lokata     | Wynik |
| ---- | ------------------------------------- | ----------- | ------------------ | ---------- | ----- |
| 2018 | Mistrzostwa Europy                    | Berlin      | sztafeta 4 × 100 m | eliminacje | 44,09 |
| 2019 | II liga drużynowych mistrzostw Europy | Varaždin    | bieg na 200 m      | 4. miejsce | 23,87 |
| 2019 | II liga drużynowych mistrzostw Europy | Varaždin    | sztafeta 4 × 100 m | 5. miejsce | 44,88 |
| 2019 | Mistrzostwa świata                    | Doha        | sztafeta 4 × 100 m | eliminacje | 43,92 |
| 2021 | World Athletics Relays                | Chorzów     | sztafeta 4 × 100 m | eliminacje | 44,25 |
| 2021 | Igrzyska olimpijskie                  | Tokio       | sztafeta 4 × 100 m | eliminacje | 43,51 |
| 2022 | Halowe mistrzostwa świata             | Belgrad     | bieg na 60 m       | półfinał   | 7,30  |
| 2022 | Mistrzostwa świata                    | Eugene      | bieg na 200 m      | półfinał   | 22,84 |
| 2022 | Mistrzostwa świata                    | Eugene      | sztafeta 4 × 100 m | eliminacje | 43,46 |
| 2022 | Mistrzostwa Europy                    | Monachium   | bieg na 200 m      | 3. miejsce | 22,72 |
| 2024 | Igrzyska olimpijskie                  | Paryż       | bieg na 200 m      | repasaże   | DNS   |

## Rekordy życiowe
- Bieg na 60 metrów (hala) – 7,24 (2022) rekord Danii
- Bieg na 100 metrów – 11,32 (2022) rekord Danii / 11,30w (2022)
- Bieg na 200 metrów – 22,60 (2024) rekord Danii
- Bieg na 200 metrów (hala) – 23,22 (2022) rekord Danii

22 lipca 2022 Karstoft biegła na czwartej zmianie szwajcarskiej sztafety 4 × 100 metrów, która w Eugene ustanowiła wynikiem 43,46 rekord kraju w tej konkurencji.